# ألبرت باريل
ألبرت باريل (بالفرنسية: Albert Barillé)‏: (14 فبراير 1920 - 5 فبراير 2009): هو كاتب سيناريو، ومنتج، ورسام فرنسي، اشتهر بتأسيسه لشركة بروسيديس لإنتاج الرسوم المتحركة، والتي أنتجت سلاسل كان يا ما كان الشهيرة. وكان أيضًا مؤلفًا لأفلام وثائقية طبية ومقطوعات مسرحية. ولد عام 1920 في مدينة وارسو البولندية. ثم بدأ بإنتاج عدة أفلام طويلة، قبل أن يؤسس شركة بروسيديس لإنتاج الرسوم المتحركة في ستينيات القرن العشرين.

## أشهر الأعمال
أنتج العديد من الأفلام الطويلة، والرسوم المتحركة، ومن أشهرها:
- كان يا ما كان الحياة
- كان يا ما كان عجائب الفضاء
- كان يا ما كان المكتشفون.

## وصلات خارجية
- ألبرت باريل على موقع IMDb (الإنجليزية)
- ألبرت باريل على موقع ألو سيني (الفرنسية)
- ألبرت باريل على موقع ميوزك برينز (الإنجليزية)
- ألبرت باريل على موقع ديسكوغز (الإنجليزية)
- ألبرت باريل على موقع قاعدة بيانات الفيلم (الإنجليزية)
- ألبرت باريل على موقع كينوبويسك (الروسية)
- ألبرت باريل على موقع ANN person (الإنجليزية)

- السيرة الذاتية من موقع بروسيديس (بالإنجليزية)